# Plaça de la Farinera
La plaça de la Farinera és una plaça de la ciutat de Reus, al Baix Camp. Els reusencs l'anomenen sovint només "la Farinera".

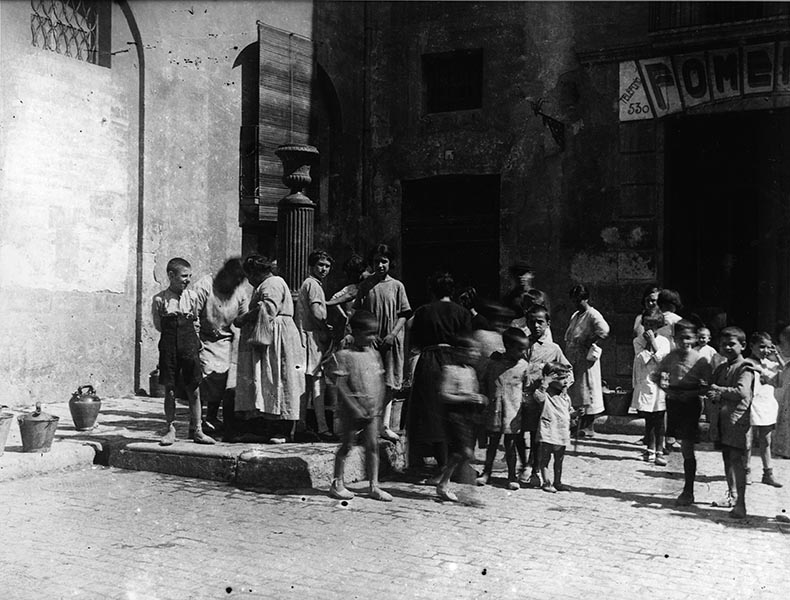
Font de la plaça de la Farinera el 1920

Situada al centre històric de la ciutat, dins del tomb de ravals, pel cantó de ponent li passa el carrer de santa Anna, i hi conflueixen els carrers de Vallroquetes, d'Aleus i de la Vaqueria, que és un carreró sense sortida on hi havia hagut uns corrals de vaques. A partir de l'any 1951 fins al 1985 se la va anomenar oficialment plaça de sant Bernat Calbó, encara que el nom de la Farinera era el que s'usava popularment. Segons Bofarull, el 1756 l'ajuntament va comprar dues cases en aquella plaça per a dedicar-les al comerç de la farina, i hi instal·là «la casa y botica de vender la arina», segons deia l'alcalde Pere Batlle. Abans la «officina del pes de la farina» havia estat a la vora, a l'entrada del carrer de les Galanes. El canvi de lloc de la botiga de la farina, producte que no era permès de vendre lliurement als particulars i el venia el Comú, va provocar gran oposició popular. L'ajuntament volia comprar una casa ensorrada al carrer de santa Anna cantonada amb el carrer de Vallroquetes, que a la pràctica era una mena de pati usat per tothom. Els veïns argumentaven que la construcció de la botiga de la farina provocaria aglomeracions de gent a part de la pèrdua d'un espai comú. L'ajuntament va decidir urbanitzar l'espai, comprar una altra casa, a més de la prevista, i fer-hi una plaça "dezeando embellecer la villa", cosa que va acabar amb l'oposició, ja que es descongestionava un espai molt atapeït.
A la plaça hi havia hagut una font, la Font de la Farinera, que va ser traslladada al començament del carrer de Montserrat, vora el carrer de Vallroquetes, quan es va empedrar. Al Museu municipal hi ha una pedra de la primitiva font que porta esculpida la data de 1779, que és quan es va inaugurar. La plaça va ser sempre un lloc amb molta activitat popular. A mitjans del segle xix, el pesador del mercat de la farina, amb la pols que recollia dels sacs que li duien a pesar, va començar a elaborar les famoses coques amb cireres que distribuïa gratuïtament entre la canalla del veïnat. En ser una plaça poc transitada pels vehicles era també un lloc de trobada dels nens del barri, quan eren habituals els jocs al carrer. La plaça va ser durant molts anys un lloc d'activitat comercial i social. S'hi poden trobar edificis com la Casa seu del pantà de Riudecanyes, i a la cantonada amb el carrer de santa Anna una antiga casa siscentista amb l'escut de la família Espuny, una antiga família de la noblesa reusenca. La plaça de la Farinera forma part del barri de santa Anna. Era un lloc freqüentat per les desfilades dels gegants, els nanos i diverses danses populars, que sortien durant les festes del barri. També s'hi van disparar tronades. El 1859 els Xiquets de Valls van aixecar-hi un castell de vuit, i després participaren en totes les festes fins a l'any 1936. I el 1877, el programa publicat a la premsa explicava que, acabat el repartiment de les coques i "concluída la corrida, la comparsa de Xiquets de Valls ejecutará arriesgadas y difíciles torres de hombres en la plaza de la Harinera, teniendo lugar al propio tiempo el disparo de una nutrida y numerosa salva de morteretes". El 1880 es va fer un enlairament de globus aerostàtics des de la plaça.